# Дифенилкетен
Дифенилкете́н — химическое вещество принадлежащее к классу кетенов. Дифенилкетен, как и большинство дизамещенных кетенов, представляет собой масло красно-оранжевого цвета при комнатной температуре и давлении . Благодаря последовательным двойным связям в структуре кетена R1R2C=C=O, дифенилкетен является гетерокумуленом. Наиболее важной реакцией дифенилкетена является реакция циклоприсоединение [2 + 2] по кратным связям CC, CN, CO и CS.

## История
Дифенилкетен был впервые получен и выделен Германом Штаудингером в 1905 году с химической формулой R1R2C=C=O.

## Получение
Первый синтез Х. Штаудингера был основан на реакции 2-хлордифенилацетилхлориде (полученным из бензиловой кислоты и тионилхлорида) с цинком, в результате которой, два атома хлора отщепляются цинком в реакции дегалогенирования:
Раннее, в реакциях получения использовали бензилмоногидразон (полученный из дифенилэтандиона и гидразингидрата), который окисляется оксидом ртути (II) и сульфатом кальция с образованием монодиазокетона, а затем превращается в дифенилкетен при 100 °C с выделением азота с выходом 58 %:
Ещё одна реакция получения дифенилкетена была впервые получена Эдуардом Ведекиндом, который в 1901 году получил дифенилкетен дегидрогалогенированием дифенилацетилхлорида триэтиламином, однако без выделения как отдельного вещества и его описания. Этот способ получения был также описан в 1911 г. Х. Штаудингером.
Стандартный лабораторный способ получения основан на методе Штаудингера и позволяет получить дифенилкетен в виде оранжевого масла с выходом от 53 до 57 %. В более поздних лабораторных способах получения, дифенилкетен получают реакцией 2-бром-2,2-дифенилацетилбромид с трифенилфосфином с выходом до 81 %.
Сообщалось о реакции получения дифенилкетена из дифенилуксусной кислоты и реактива Хендриксона (трифторметансульфонат ангидрида трифенилфосфония) с отщеплением воды с выходом 72 %.

## Свойства
Дифенилкетен при комнатной температуре представляет собой масло оранжевого или красного цвета (с цветом концентрированного раствора дихромата калия), которое смешивается с неполярными органическими растворителями (такими как диэтиловый эфир, ацетон, бензол, тетрагидрофуран, хлороформ) и затвердевает на холоде, образуя желтые кристаллы. Состав легко окисляется воздухом, но может храниться в плотно закрытых емкостях при 0 °С в течение нескольких недель без разложения или в атмосфере азота с добавлением небольшого количества гидрохинона как ингибитора полимеризации.
Дифенилкетен может подвергаться атаке множества нуклеофилов, включая спирты, амины и еноляты, но с достаточно медленной скоростью. Скорость может быть увеличена при использовании катализаторов. В настоящее время механизм атаки неизвестен, но ведутся работы по определению точного механизма.
Высокая реакционная способность дифенилкетена также проявляется в образовании трех димеров:
- циклический дикетон 2,2,4,4-тетрафенилциклобутан-1,3-дион (I) путем нагревания с хинолином
- β-лактон 4- (дифенилметилен)-3,3-дифенилоксетан-2-он (II) путем нагревания с метоксидом натрия
- производное тетралина 2,2,4-трифенилнафталин-1,3- (2H,4H)-дион (III) путем нагревания с бензоилхлоридом

и олигомеров, полученных из них.

## Применение
Кетены (общей формулы R1R2C=C=O) имеют множество схожих свойств с изоцианатами (с общей формулой RN=C=O), в частности, схожи по-своему строению и реакционной способности.
Дифенилкетен реагирует с водой в реакции присоединения с образованием дифенилуксусной кислоты, с этанолом до дифенилуксусного этилового эфира или с аммиаком до соответствующего амида. Карбоновые кислоты позволяют получить смешанные ангидриды дифенилуксусной кислоты, которые можно использовать для активации защищенных аминокислот для пептидной связи.
{\displaystyle {\ce {(Phenyl)2C=C=O->[{} \atop {\text{Z-Leu}}](Phenyl)2CO-O-CO-{}}}{\text{Z-Leu }}{\ce {->[{} \atop {\ce {H-Phe-OEt}}]}}{\text{ Z-Leu}}{\ce {-Phe-OEt}}}
Так, защищенный дипептид Z-Leu-Phe-OEt (этиловый эфир N-бензилоксикарбонил-L-лейцил-L-фенилаланина) получают с выходом 59 % путем активации Z-лейцина дифенилкетеном и последующей реакции с этиловым эфиром фенилаланина.
Дифенилкетен склонен к автоокислению, при этом соответствующий полиэфир образуется при температуре выше 60 ° С через промежуточное вещество — дифенилацетолактон:
Аллены можно получить из дифенилкетена реакцией Виттига:
С трифенилфосфиндифенилметиленом и дифенилкетеном при 140 °C и под давлением образуются тетрафенилаллены с выходом 70 %.
Наиболее интересными реакциями дифенилкетена являются [2 + 2] циклоприсоединения, например реакция с циклопентадиеном с образованием аддукта Дильса-Альдера:
Имины, такие как бензаланилин, образуют β-лактамы с дифенилкетеном:
Аналогично с карбонильными соединениями образуются β-лактоны.
[2 + 2] циклоприсоединение дифенилкетена к фенилацетилену сначала приводит к циклобутенону, который ароматизируется под действием нагревания до фенилвинилкетена и циклизуется в результате [4 + 2] циклоприсоединения к 3,4-дифенил-1-нафтолу с выходом 81 %.
На основе этой, так называемой реакции Смита-Хёна, был разработан общий метод синтеза замещенных фенолов и хинонов.